# Luòtuo Xiángzi (Oper)
Luòtuo Xiángzi (chinesisch 駱駝祥子 / 骆驼祥子; deutsch: ‚Kamel Xiángzi‘) ist eine Oper in zwei Akten von Guo Wenjing (Musik) mit einem Libretto von Xu Ying nach dem 1936 veröffentlichten gleichnamigen Roman mit dem deutschen Titel Rikschakuli von Lao She. Die Uraufführung fand am 25. Juni 2014 im Nationalen Zentrum für Darstellende Künste in Peking statt.

## Handlung

### Erster Akt
Nach drei Jahren harter Arbeit im Rikscha-Betrieb von Liu Siye und konsequentem Sparen hat sich der von seinen Freunden „Kamel“ genannte Kuli Xiangzi endlich eine eigene neue Rikscha angeschafft, die er stolz seinen Freunden präsentiert. Nur wenig später bricht ein Krieg aus. Die meisten Kulis freuen sich über die sich dadurch ergebenden Verdienstmöglichkeiten. Xiangzi nimmt einen Auftrag für eine gefährliche Fahrt zum Quinghua-Park an, die keiner seiner Kollegen durchführen will. Dabei wird er von dem Inspektor Sun Paizhang und dessen Soldaten überfallen, die seine Rikscha konfiszieren. Xiangzi ist verzweifelt. Er nimmt einige streunende Kamele in Besitz, die er verkaufen will, um wieder zu Geld zu kommen.
Xiangzi bleibt nichts anderes übrig, als wieder für den ausbeuterischen Liu Siye zu arbeiten, dessen Tochter Huniu von den Kulis gnadenlos die Einnahmen einfordert und von ihnen daher „Tigerin“ genannt wird. Die Kulis wissen, dass sich Huniu in Xiangzi verliebt hat. Der schwärmt allerdings für die schöne Xiaofuzi, die Tochter des benachbarten Rikscha-Unternehmers Erqiangzi. Huniu lockt Xiangzi in ihre Wohnung, macht ihn betrunken und verführt ihn. Als er wieder zu sich kommt, schämt sich Xiangzi zutiefst. Er sucht sich eine andere Arbeitsstelle bei Herrn Cao und macht Xiaofuzi den Hof, die seine Liebe erwidert. Huniu teilt ihm jedoch mit, dass sie von ihm schwanger sei, und zwingt ihn damit zur Heirat. Um ihren Vater mit seinem niedrigen Stand auszusöhnen, soll er ihm an dessen 69. Geburtstag ein wertvolles Geschenk überreichen und bei dieser Gelegenheit um ihre Hand anhalten. Während Xiangzi über sein verfehltes Leben und eine mögliche Flucht nachdenkt, erscheint Sun Paizhang, erpresst ihn und raubt ihm sein letztes Geld.
Wie besprochen kommt Xiangzi zur Geburtstagsfeier seines künftigen Schwiegervaters, der Geschenke nur als Gelegenheit betrachtet, noch mehr Reichtum anzuhäufen. Xiangzi überreicht ihm einige von Huniu bezahlte Glücksbringer. Liu Siye zeigt sich wenig begeistert über den armen Rikschakuli. Als Huniu ihn auf die Kosten des Fests und weitere Ausgaben aufmerksam macht, kommt es zu einem heftigen Streit zwischen den beiden. In dieser Situation offenbart Huniu ihrem Vater, dass sie ein Kind von Xiangzi erwarte. Das macht ihn nur noch wütender. Er wirft sie aus dem Haus und verweigert ihr zudem ihre Mitgift. Huniu tröstet sich mit ihrer Liebe zu Xiangzi, von dem sie eine prächtige Hochzeitszeremonie erwartet.
Bei der Hochzeitsfeier ist Huniu überglücklich. Xiangzi hingegen verzweifelt darüber, jetzt an eine ungeliebte Frau gebunden zu sein. Huniu gesteht ihm, dass sie ihre Schwangerschaft lediglich mit einem Kissen vorgetäuscht hatte. Sie versichert ihm aber, dass sie ihn wirklich liebe und mit ihm glücklich werden wolle. Xiangzi verlässt wütend den Raum.

### Zweiter Akt
Auf dem Marktplatz vor dem Tempel preisen Händler ihre Ware an. Huniu genießt ihr Leben des Nichtstuns inzwischen, während Xiangzi darunter leidet, zur Untätigkeit verurteilt zu sein. Er würde lieber wieder als Rikschakuli arbeiten. Huniu verspricht ihm, dass sie, sobald ihr Geld aufgebraucht ist, zu ihrem Vater gehen wolle, um seine Vergebung zu erhalten. Sie erfahren jedoch, dass Liu Siye seinen Rikscha-Verleih für einen guten Preis verkauft habe und an einen unbekannten Ort gezogen sei. Huniu ist verzweifelt über die Grausamkeit ihres Vaters. Sie wird nun in Armut leben müssen. Xiangzi will eine gebrauchte Rikscha kaufen, um damit ihren Lebensunterhalt zu verdienen.
Der Nachbar Erqiangzi hat sich inzwischen der Trunksucht überlassen. Er hat seine Frau totgeprügelt und zwingt seine Tochter Xiaofuzi zur Prostitution. Diese hat sich mit Huniu angefreundet, die ihr ein Zimmer anbietet, in dem sie für wenig Geld ihre Kunden empfangen kann. Als Xiaofuzi jedoch am Abend Xiangzi zur Erfrischung Wasser bringt, reagiert Huniu mit heftiger Eifersucht. Es kommt zum Streit, und Xiangzi verflucht seine Frau wütend. Huniu ist inzwischen wirklich schwanger. Aus Furcht, ihren Mann zu verlieren, bittet sie Xiaofuzi um Verzeihung.
Huniu stirbt im Kindbett, da sich das Paar keinen Arzt leisten kann. Mit ihren letzten Worten bittet sie Xiangzi um Vergebung und versichert ihm, dass sie ihn immer geliebt habe.
Um Hunius Trauerfeier bezahlen zu können, musste Xiangzi seine Rikscha verkaufen. Er beneidet seine Frau darum, diese Welt verlassen zu haben. Xiaofuzi hofft, dass er sie bald heiraten wird. Er bittet sie jedoch um Geduld, da er erst wieder Arbeit finden und zu Geld kommen will. Noch hat er seine Tatkraft nicht verloren. Unterdessen zwingt Erqiangzi seine Tochter weiterhin, sich zu verkaufen. Als Xiangzi dies mitbekommt, verprügelt er ihn wütend. Xiaofuzi tötet sich aus Verzweiflung selbst.
Die Bevölkerung versammelt sich zur Hinrichtung des Revolutionärs Cao. Man unterhält sich über die veränderten neuen Zeiten und besingt anschließend die alte Stadt Peking. Xiangzi allerdings hat keinen Lebenswillen mehr. Er lebt ziellos als Landstreicher. Nur eine Zigarette bringt ihm gelegentlich Erleichterung.

## Werkgeschichte
Die Oper Luòtuo Xiángzi des chinesischen Komponisten Guo Wenjing entstand im Auftrag des Pekinger Nationalen Zentrums für Darstellende Künste, in dessen Opernhaus sie 2014 unter der Regie von Yi Liming uraufgeführt wurde. Das Libretto stammt von Xu Ying und basiert auf dem gleichnamigen Roman von Lao She aus dem Jahr 1936, der in Deutschland unter dem Titel Rikschakuli bekannt wurde. Es handelt sich um die erste Opernadaption eines Meisterwerks der modernen chinesischen Literatur. Für die Komposition und Produktion benötigten die Autoren drei Jahre. Yi Liming orientierte sich bei seinem Bühnenbild-Entwurf an historischen Fotos des alten Peking.
Bei der Premiere am 25. Juni 2014 sangen Han Peng (Xiangzi), Sun Xiuwei (Huniu), Song Yuanming (Xiaofuzi), Tian Haojiang (Liu Siye), Sun Li (Erqiangzi), Liang Yufeng (Sun Paizhang), Yang Guangmeng (1. Rikschakuli), Liu Yang (2. Rikschakuli), Yang Shuai (3. Rikschakuli), Chen Ran (4. Rikschakuli) und Wang Rongrong (Mutter Gao). Die musikalische Leitung hatte Zhang Guoyong.
Es gab zunächst vier Aufführungen, die vom Publikum enthusiastisch aufgenommen wurden und in der Musikwelt viel Beachtung fanden. Eine weitere Aufführungsreihe folgte im Juni 2015. Im September desselben Jahres wurde die Produktion anlässlich der Expo 2015 in Mailand bei einer Italien-Tournee in Turin (Teatro Regio di Torino), Mailand (Auditorium di Milano), Parma (Auditorium Niccolò Paganini), Genua (Teatro Carlo Felice) und Florenz (Opera di Firenze) gezeigt. Die Turiner Aufführung wurde live vom Fernsehsender RAI übertragen und anschließend als Videostream auf Rai Play bereitgestellt. 2017 gab es eine Wiederaufnahme in Peking, und das Nationale Zentrum für Darstellende Künste gab eine DVD mit einem Video der Oper heraus.

## Gestaltung
Die Oper erzählt eine chinesische Geschichte in Form einer westlichen Oper, integriert aber auch typisch chinesische Musikelemente, um die beiden Kulturen miteinander zu verbinden. Das Libretto ist in acht Szenen unterteilt. Die Protagonisten und der Handlungsablauf der Romanvorlage sind darin weitgehend, wenn auch in gekürzter Form, beibehalten. Die Musik ist vorwiegend westlich. Es gibt offensichtliche Anspielungen an die Werke Schostakowitschs und an Stilelemente des Musicals oder der Operette. Der Komponist selbst sagte, dass die einleitende Symphonie vollständig im Stil Gustav Mahlers stehe. Außerdem ließ er sich von chinesischen Stilen wie der Volksmusik der Provinz Hebei oder der Trommelbegleitung traditioneller Geschichtenerzähler im Pekinger Dialekt inspirieren. Die Arien der Hauptfiguren drücken mehr Emotionen aus als in der chinesischen Peking-Oper üblich. In den Chören und einigen Arien gibt es originale chinesische Melodien. Im Orchester spielen einige typisch chinesische Instrumente mit.

## Aufnahmen
- 23. September 2016 – Zhang Guoyong (Dirigent), Yi Liming (Regie), A’Kuan (Kostüme), Wang Qi (Licht), Orchester und Chor des Nationalen Zentrums für Darstellende Künste Peking.
 Han Peng (Xiangzi), Sun Xiuwei (Huniu), Song Yuanming (Xiaofuzi), Tian Haojiang (Liu Siye), Sun Li (Erqiangzi), Liang Yufeng (Sun Paizhang), Yang Guangmeng (1. Rikschakuli), Liu Yang (2. Rikschakuli), Yang Shuai (3. Rikschakuli), Chen Ran (4. Rikschakuli), Wang Rongrong (Mutter Gao).
 Video; live aus dem Teatro Regio di Torino; europäische Erstaufführung; originale chinesische Fassung mit italienischen Untertiteln.
 Fernsehübertragung auf Rai 5; Internet-Stream auf Rai Play.[8]
- 2017 (Veröffentlichung) – Zhang Guoyong (Dirigent), Yi Liming (Regie), Orchester und Chor des Nationalen Zentrums für Darstellende Künste Peking.
 Han Peng (Xiangzi), Sun Xiuwei (Huniu), Song Yuanming (Xiaofuzi), Tian Haojiang (Liu Siye).
 NCPA Art Music (DVD).[10]